# Kemang (Lembak)
Kemang is een bestuurslaag in het regentschap Muara Enim van de provincie Zuid-Sumatra, Indonesië. Kemang telt 2415 inwoners (volkstelling 2010).